# 富沢みすず
富沢 みすず（とみざわ みすず、1963年11月30日 - ）は日本のAV女優。

## 人物・来歴
B123cm、Lカップの爆乳がトレードマーク。2014年1月にAVデビュー。熟女系AVとして活動している。

## 作品

### アダルトビデオ
2014年
- 初撮りおばさんドキュメント 富沢みすず（1月7日、マドンナ）
- セフレにするなら熟女がいいね！ （2月7日、マドンナ）
- 爆乳熟女デリバリー（2月7日、クリスタル映像）x秋野ゆきこ
- 新 熟女童貞狩り（2月13日、センタービレッジ）
- 超本格官能近親エロ絵巻 息子に揉まれ最強の母（2月27日、タカラ映像）
- デカブラ熟女 富沢みすず 友達のお母さんはLカップ！（3月15日、シネマユニット・ガス）
- おばさんだって若い男とエッチしたい！ 富沢みすず 49歳（3月20日、レイディックス）
- 大衆熟女風俗 ～「ソープへ行け！」と言われた若者が集う爆乳Lカップソープ～（3月25日、マドンナ）
- 僕だけの巨乳母さん（5月2日、カマタ映像）
- 豊満爆乳妻中出し（5月30日、小林興業）
- えげつない超乳看護婦 母性溢れながら圧倒的ボリュームに悩殺！（6月6日、まぐろ物産）
- 熟母緊縛～近親肉感縛り～（6月7日、マドンナ）
- 声を押し殺す巨乳母（6月25日、グローバルメディアエンタテインメント）
- 肉熟母さんの息子愛（7月13日、マザー）
- 重圧痴女（7月20日、レイディックス） 他出演:折原ゆかり、浜咲恵利、峰岸ふじこ、仁美麗華、涼本清美
- 中出しソープ 麗しの熟女湯屋（7月25日、グローバルメディアエンタテインメント）
- 肉熟人妻中出し 2 （9月14日、マザー）
- 新 熟女童貞狩り 総集編 2（10月23日、センタービレッジ） 他出演:松下美香、青山愛、七海ひさ代、竹下千晶、風間ゆみ、矢部寿恵、葉月菜穂、武内三枝子、加山なつこ
- 爆乳ベスト2014 13人のベストシーンすべて見せます！（12月1日、シネマユニット・ガス） 他出演:塚田詩織、片瀬ミナ、黒咲ひな、松崎なな、ももい理乃、濱田はるか、しのだ芽衣、叶紀美子、卯月ゆかり

2015年
- 母の乳房 僕のお母さんは信じられないほどの爆乳なんです（1月22日、ルビー）
- 爆乳肉欲温泉 わたしが好きな男（2月1日、シネマユニット・ガス）共演:浜咲恵利
- デカブラBEST4時間（2月1日、シネマユニット・ガス）他出演:上原花、美波じゅん、松崎なな、三枝ゆきな、志紋ELLE、沙月なゆ、黒咲ひな、浜咲恵利

2016年
- 進撃のLカップ 富沢みすず これが僕の出来ること（12月4日、オーキッド（サンワソフト））